# 單透鏡
單透鏡（simple lens，singlet lens）簡稱單鏡、獨鏡，在光學上是只有一個簡單透鏡的元素，典型的例子是放大鏡或一隊都由單一鏡片構成的閱讀鏡。
簡單的透鏡很容易產生色像差和其他不同的像差，因此不可能在要求精確的光學系統中單獨使用。
然而，在一些固定焦點的照相機會使用單獨的透鏡，通常是凸面朝外的新月型透鏡。這一類型的例子有柯達公司的布朗尼照相機，是藉由底片的彎曲來減少影像變形的衝擊。